# Shine On Brightly
Shine On Brightly es el segundo álbum de estudio del grupo de rock británico Procol Harum, lanzado al mercado en 1968 por las discográficas Regal Zonophone Records y A&M.
El álbum fue publicado en septiembre de 1968. Las versiones originales para el Reino Unido y los Estados Unidos de las dos primeras canciones del disco ("Quite Rightly So" y "Shine On Brightly") difieren entre ambas. El álbum fue relanzado en varias ocasiones, incluyendo una remasterización del 2009 con bonus tracks y tomas alternativas. 

## Lista de canciones
Todas las canciones escritas y compuestas por Gary Brooker y Keith Reid, except as noted. 
| Lado A |                              |                       |          |  |
| N.º    | Título                       | Escritor(es)          | Duración |  |
| 1.     | «Quite Rightly So»           | Brooker, Fisher, Reid | 3:40     |  |
| 2.     | «Shine On Brightly»          |                       | 3:32     |  |
| 3.     | «Skip Softly (My Moonbeams)» |                       | 3:47     |  |
| 4.     | «Wish Me Well»               |                       | 3:18     |  |
| 5.     | «Rambling On»                |                       | 4:31     |  |

| Lado B | |                       |          |  |
| N.º    | Título | Escritor(es)          | Duración |  |
| 1.     | «Magdalene (My Regal Zonophone)» |                       | 2:50     |  |
| 2.     | «In Held 'Twas in I": - a) "Glimpses of Nirvana" - b) "'Twas Teatime at the Circus" - c) "In the Autumn of My Madness" - d) "Look to Your Soul" - e) "Grand Finale» | Brooker, Fisher, Reid | 17:31    |  |

| Bonus tracks |                                                     |                       |          |  |
| N.º          | Título                                              | Escritor(es)          | Duración |  |
| 1.           | «Quite Rightly So (Versión mono)»                   | Brooker, Fisher, Reid | 3:42     |  |
| 2.           | «In the Wee Small Hours of Sixpence (Versión mono)» |                       | 3:02     |  |
| 3.           | «Monsieur Armand (Mono)»                            |                       | 2:39     |  |
| 4.           | «Seem to Have the Blues (Most All the Time) (Mono)» |                       | 2:48     |  |
| 5.           | «McGreggor»                                         |                       | 2:47     |  |
| 6.           | «The Gospel According To...»                        |                       | 3:28     |  |
| 7.           | «Shine On Brightly (Primera versión)»               |                       | 3:23     |  |
| 8.           | «Magdalene (My Regal Zonophone) (Primera versión)»  |                       | 2:25     |  |
| 9.           | «A Robe of Silk»                                    | Brooker               | 1:59     |  |
| 10.          | «Monsieur Armand»                                   | Brooker               | 2:42     |  |
| 11.          | «In the Wee Small Hours of Sixpence»                | Brooker               | 3:00     |  |

## Créditos
- Gary Brooker – voz, piano
- Robin Trower – guitarra, teclados
- Matthew Fisher – órgano, piano
- David Knights – bajo
- B.J. Wilson – batería
- Keith Reid – letras